# Panagiōtīs Mōraïtīs
Panagiōtīs Mōraïtīs (in greco Παναγιώτης Μωραΐτης?; Agrinio, 1º febbraio 1997) è un calciatore greco, attaccante del Larissa.

## Carriera

### Club
Ha giocato nella prima divisione dei campionati montenegrino e bosniaco. Inoltre, ha giocato 7 partite nei turni preliminari delle coppe europee, di cui 3 per la Champions League, 2 per l'Europa League e 2 per l'Europa Conference League.
Nella stagione 2023-2024 ha realizzato 5 reti in 27 presenze nella prima divisione greca con la maglia del Volo.

### Nazionale
Ha giocato nelle nazionali giovanili greche Under-18, Under-19 ed Under-21.

## Palmarès

### Club

#### Competizioni nazionali
- Campionato montenegrino: 1

Budućnost: 2019-2020
- Campionato bosniaco: 1

Borac Banja Luka: 2020-2021
- Souper Ligka Ellada 2: 1

Larissa: 2024-2025 (girone A)